# 서정리초등학교 축구부
서정리초등학교 축구부는 대한민국 경기도 평택시에 있는 초등학교 축구부이다.

## 참고 자료
- “KFA 통합경기정보 시스템”. 대한축구협회.

## 같이 보기
- 서정리초등학교